# مفعول معه
المفعول معه[ملاحظة:1] في النحو العربي هو واحد من المفاعيل، وهو اسم فضلة منصوب يأتي بعد واو معية وقبلها جملة فعلية أو اسمية مشتملة على فعل أو ما يشبهه، بشرط ألَّا تكون الواو للعطف، مثل: «سَارَ عُمَرُ وَالجَبَلَ». والمقصود من المثال السابق أنَّ «عمر» سار في طريق محاذ للجبل، فظلَّ مصاحباً مجاوراً له طوال الطريق، بدون أن يشارك الجبلُ عمر فيما يفعله أي بدون أن يكون معطوفاً عليه. ويستحضر المفعول معه لتبيان «مَا فُعِلَ الفِعلُ عبر مُقَارَنَتِهِ»، أو ليدلَّ «على ما وقع الفعل بمصاحبته بدون قصد إشراكه في حُكم ما قبله»، وكثيراً ما يقع المفعول معه في أسلوب الاستفهام، مثل: «مَا أمرُكَ وَسَعِيداً». والاسم الذي يصاحبه المفعول معه ويقترن معه غالباً ما يأتي قبل الواو مباشرةً، وهو إمَّا اسم ظاهر أو ضمير.

## الاصطلاح والتاريخ
«المفعول معه» هو المصطلح الذي أطلقه البصريون على الاسم المنصوب التالي لواو المعيَّة، وهو مصطلح مختصر أصله «المفعول الذي وَقَع معه فعل فاعل». وسُمِّي الشَقُّ الأول من المصطلح على غرار مصطلح «المفعول به» الذي هو غالباً ما يُعتبر الأصل، إلا أنَّ مصطفى الجواد يرى أنَّه سُمِّي مُشابَهةً ب«المفعول المطلق»، لأنَّ المفعول المطلق هو الوحيد بين المفاعيل الذي ظلَّ مصطلحه بدون حذف، أمَّا الحذف فهو واقع في غيره: «المفعول به فعل، المفعول له فعل...». وهذا المصطلح لم يتقبَّله بأي حال من الأحوال الكوفيون، مثله مثل جميع مصطلحات المفاعيل ما عدا المفعول به، فهي عند الكوفيين «شبه مفعول به»، وهذا المصطلح الكوفي ينطبق ليس فقط على المفعول معه بل أيضاً على المفعول المطلق والمفعول فيه والمفعول له أو لأجله. ومع ذلك فقد ميَّز الفراء - وهو نحوي كوفي - المفعول معه عندما أطلق عليه مصطلح «التفسير»، وهو المصطلح الذي استعمله في أكثر من موضع للإشارة إلى مواقع إعرابية كثيرة، كان من ضمن هذه المواقع المفعول لأجله، والفراء هو الوحيد من بين النحاة الذي أطلق مصطلح «التفسير» على المفعول معه ولم يشاركه أحد حتَّى من أتباعه، وذلك بسبب استقرار هذا المصطلح على الإشارة إلى التمييز أكثر من غيره إلى أن أصبح حصراً عليه.
عالج سيبويه مسألة المفعول معه في بابين متتاليين، تحت عنوان: «هذا باب ما يَظهرُ فيه الفعل وينتصب فِيه الاسم، لأنَّه مفعول معه ومفعول به». وسيبويه هو أول من أشار إلى المفعول معه، وفقاً لما وصل إلينا من التراث النحوي، ولكنَّه لم يُعَرِّف المفعول معه تعريفاً دقيقاً. وكان أبو علي الفارسي من أوائل النُّحاة الذين وضعوا تعاريف اصطلاحية للمفعول معه، فعرَّفه بأنَّه «الاسم الذي ينتصب بأنَّه مفعول معه يعمل فيه الفعل الذي قبله بتوسُّط الحرف». ومن بعده عَرَّفه ابن جِنِّي تعريفاً مُغايراً وأكثر اختصاراً ولكن أقلُّ شمولية، فقال في تعريف المفعول معه هو «ما فعلتَ معه فعلاً». والملاحظ في هذين التعريفين استنادهما على الجانب المعنوي - خاصَّة تعريف ابن جنِّي - وانطباقهما على بعض الأسماء العمدات التي لا تُعرب مفعولاً معه ولكن تشتمل على معنى المعيَّة. وعرَّفه نحاة آخرون بصيغ مختلفة ولكن ظلَّت جميعها تعاني من المشكلة السابقة، وأوَّل من أزال اللبس في التعريف هو محمد الحريري عندما أشار في تعريفه للمفعول معه بأنَّه يكون اسم فضلة، فأخرج بذلك الأسماء العمدات التي تشتمل على معنى المعيَّة، ولكن لم يأخذ النُّحاة بالبند الذي أضافه. أمَّا الزمخشري الذي جاء بعده أزال اللبس جزئياً بالإشارة إلى مجيء المفعول معه منصوب، وابن الحاجب كذلك عندما أشار إلى أنَّ المفعول معه يأتي مصاحباً لمعمول فعل فقط، ولكنَّ جميعها ظَلَّت قاصرة عن إخراج الاسم الذي يجيء في جملة فعلية يقع الفعل فيها من متعدِّدٍ، وَوَضَّح هذا الإشكال ابن مالك، ومن بعده وبصورة أكثر دقة واحترافية ابن الناظم عندما اشترط في المفعول معه ألَّا يشترك في الحكم مع من يقترن معه. ووضع ابن هشام الأنصاري تعريفاً شاملاً ودقيقاً للمفعول معه، أخرج فيه كُلَّ ما يلتبس معه، وسار عليه أغلبية النُّحاة بعده إلى أن أصبح التعريف الاصطلاحي المنتشر في الوقت الحاضر في كثير من الكُتب والمناهج التعليمية، وعرَّف ابن هشام المفعول معه بأنَّه «اسم فضلة بعد واو أُرِيدَ بها التنصيص على المعيِّة، مسبوقة بفعل أو ما فيه حروفه ومعناه».

## خلفية

### وأو المعية
وهي الواو التي تسبق المفعول معه، وتدُّل على مصاحبته واقترانه بالاسم قبلها، لذا فهي أحياناً تُسَمَّى «وأو المفعول معه». والمعيَّة التي تنصب المفعول معه لا تكون إلَّا من حرف الواو، فإن كانت من جهة الفعل أو غيره لم يؤخذ هذا بعين الاعتبار، مثل: «مَزَجتُ المَاءَ وَالعَصِيرَ»، فحتى وإن كانت المعيَّة واقعة، إلَّا أنَّ «العَصِيرَ» هو اسم معطوف على وجه الوجوب، لأنَّ الواو هنا هي للعطف وليست للمعيَّة. ومثل: «طَالَعتُ الكِتَابَ مَعَ الظَّهِيرَةِ»، فالمعيَّة واقعة ولكن لا وجود لواو المعيَّة التي تنصب المفعول معه، والاسم بعد ظرف الزمان «مَعَ» يُعرَبُ مَضَافاً إليه. وهناك حالات كثيرة يصعب فيها تمييز الواو فيما إذا كانت للعطف أو للمعية، وهناك فروق بينهما من ناحية المعنى والدور والتأثير النحوي، فبينما واو العطف تدلُّ على اشتراك ما بعدها وما قبلها في الحكم، فإنَّ واو المعيَّة تدلُّ فقط على مصاحبة ما بعدها للاسم المذكور قبلها بدون الاشتراك بالضرورة في الحكم. ومن ناحية التأثير فإنَّ إعراب الاسم يعد واو العطف يشابه إعراب الاسم المعطوف عليه، أمَّا واو المعيَّة فالاسم بعدها يكون ملازماً للنصب مهما كان إعراب الاسم قبل الواو. ويميل أغلبية النحاة إلى اعتبار الواو للعطف قدر الإمكان ما لم يكن هناك ضعف واضح في هذا القول، ويجعلون الاسم بعدها معطوف يتبع الاسم المعطوف عليه في الإعراب، ولكن إذا ضعف العطف ورُجِّحت المعية كان الاسم اللاحق مفعول معه ملازم للنصب (انظر: حالات الاسم بعد الواو).
سُمِّيت واو المعية بهذا الاسم لأنَّها تشترك و«مَعَ» في كثيرٍ من المعاني، وهناك من النحاة من يرى أنَّ واو المعيَّة هي في أصلها الظرف «مَعَ»، إِلَّا أنَّ هناك فروقات بين الاثنين تظهر جليَّةً عند الاستعاضة عن واو المعية ب«مَعَ»، فيحدث أن يتشوَّه معنى الجملة ويتغيَّر معناها خاصةً من ناحية الزمان والمكان، فحرف الجرِّ «مَعَ» يدلُّ على المصاحبة فقط، أمَّا واو المعيَّة فهي تدلُّ على المصاحبة في زمن ومكان وقوع الفعل بدون الاشتراك بالضرورة في الفعل. ولهذا السبب لا يستقيم المعنى إذا أبدلنا واو المعية محل «مَعَ» في الآية: «وَتَوَفَّنَا مَعَ الأَبرَارِ»، فإذا قيل «وَالأَبرَار» كان المقصود من الدعاء هو مصاحبة الأبرار وقت الموت، وليس هذا هو المقصود، بافتراض أنَّ الواو المبدلة هي للمعية وليس العطف.
من الأحكام المتعلِّقة بواو المعيَّة أنَّه لا يجوز حذفها على الإطلاق. ومن هذه الأحكام أيضاً ألَّا يأتي بعدها أي لفظ غير المفعول معه.

### المصاحبة والمشاركة
يُذكَرُ المفعول معه في أيِّ جملة لغرض مصاحبته أو اقترانه بآخرٍ في زمن ومكان الحدث، ويقترن المفعول معه إمَّا بالفاعل أو المفعول به، والبعض يجعل اقترانه مختصّاً بالفاعل فقط، فعندما يُقال: «حَضَرتُ وَصَدِيقاً» فإنَّ المعنى المقصود هو الحضور برفقة ومصاحبة صديق ما في وقت ومكان وقوع الحدث بدون أن يشترك الصديق في الحدث بالضرورة، بمعنى أنَّ دلالة المفعول معه تقتصر فقط على التواجد في زمن ومكان الحدث وما يحمله هذا التواجد من إيحاءات ومعانٍ مقصودة بدون الاضطلاع بالضرورة في صنع الحدث. وعلى العكس فإنَّ العطف يدلُّ على الاضطلاع والمشاركة الفعلية في صنع الحدث، ولكن ليس بالضرورة في نفس زمان ومكان المعطوف عليه، أي أنَّ المصاحبة ليست ضرورية في العطف. وهذا هو الاختلاف الجوهري بين المفعول معه والاسم المعطوف. فإذا قصد المتكلِّم التفسير الأول نصب الاسم بعد الواو على أنَّه مفعول معه وألزمه النصب، وإذا قصد التفسير الثاني جعله اسماً معطوفاً وأعربه إعراب الاسم المعطوف عليه، غير أنَّ هناك مواضع وقرائن تُرجِّح كون الاسم مفعولاً معه أو اسماً معطوفاً، ومواضع وقرائن أخرى توجب كونه مفعولاً معه أو اسماً معطوفاً.
تنصُّ معظم التعاريف على انعدام المشاركة بين المفعول معه وما يصاحبه في الحكم، غير أنَّ المشاركة تحدث في كثير من الحالات، ولكنَّها في هذه الحالات لا تكون مقصودة وليست المحور الرئيس في الجملة الذي يظلُّ يقتصر على المصاحبة فقط، فيقال على سبيل المثال: «دَرَستُ وَزَمِيلاً» فالعطف ممنوع هنا، على الرغم من وقوع المشاركة، لأنَّ من شروط العطف على الضمير المتصل وجود ضمير منفصل يؤكِّده ويَفصل بينه وبين الاسم المعطوف، فيقال عند العطف: «دَرَستُ أَنا وَزَمِيلٌ». وفي المقابل فإنَّ المعية واجبة، حتى وإن وقعت المشاركة فهي ليست القصد من الحديث والغاية منه، وإن كانت كذلك فيؤتى بضمير منفصل كما في المثال السابق. ويمكن تقسيم المفعول معه بناءً على ما سبق إلى قسمين: قسم يشترك فيه المفعول معه في الحكم مع من يصاحبه، مثل: «دَرَستُ وَزَمِيلاً»، وقسم آخر لا يشارك من يصاحبه في الحكم، مثل: «استَيقَظتُ وَصَلَاةَ الفَجرِ». وفي مقابل النحاة الذين اشترطوا في المعيَّة عدم اشتمالها على معنى المشاركة، فإنَّ هناك عدد من النحاة اشترطوا في المعيَّة اشتمالها بالضرورة على العطف أي المشاركة، ولا وجود للقسم الأخير عندهم.
يرى فاضل السامرائي أنَّ المصاحبة التي يدلُّ عليها المفعول معه ليست مقتصرة فقط على الزمان والمكان، مثلما ينصُّ على ذلك النحاة، بل تتعدى ذلك لتُعمَّم على جميع أنواع المصاحبة، ومن أمثلة المصاحبة في غير الزمان والمكان: «كَيفَ أَنتَ وَالدِّرَاسَةَ» أو «إِيَّاكَ وَالسَّرِقَةَ».

## العامل في المفعول معه
العامل الأصلي في المفعول معه هو الفعل، وتعمل جميع أقسام الفعل من ماضٍ ومضارع وأمر في المفعول معه. ولا يكون الفعل ظاهراً في جميع المواضع، فهو أحياناً يُضمَر، مثل: «اِمرأً وَنَفسَهُ»، وتقدير الجملة قبل إضمار الفعل: «دَع اِمرأً وَنَفسَهُ». ويُفَسِّر بعض النحاة عمل الفعل في المفعول معه بقولهم أنَّ أصل واو المعيِّة هو الظرف «مَعَ»، فَلَمَّا أُبدل حرف الواو محلَّ الظرف ازدادت قُوَّة عمل الفعل، كما تزداد قوة عمله عندما تُضاف إلى أوَّله الهمزة أو عندما يُضَعَّف، فتَعَدَّى الفعل إلى ما بعد الواو ونَصَب الاسم بعده على المفعولية، وهذا التفسير هو ما دفع البعض إلى وصف المفعول معه من هذا المنطلق بأنَّه مفعول به في المعنى. ويرى النّحاة أنَّ الفعل يتعدى إلى المفعول معه ويعمل فيه بتوسط الواو، وليس بإمكان الفعل أن يعمل في المفعول معه بدونها. وبعض النحاة لا يجيز أن يعمل الفعل المتعدِّي في المفعول معه، ويحصرون مجيئه في الأفعال اللازمة فقط، فلا يقال: «رَأيتُكَ وَالجَبَلَ» بنصب «الجَبَلَ» باعتباره مفعول معه، وذلك احترازاً من اللبس بين المفعول معه والمفعول به في المثال السابق وما شابهه، بينما يذهب أغلبية النحاة إلى إجازة هذا الأمر والفعل المتعدِّي والَّلازم سواء عندهم في العمل في المفعول معه. وذهب جماعة أخرى من النحاة إلى منع مجيء المفعول معه معمولاً ل«كَانَ» الناقصة، وذلك لأنَّها لا تشتمل على حدث ليتعدى إلى المفعول معه بالواو بسبب نقصانها، فهي لا ترفع فاعلاً ولا تنصب مفعولاً به، بينما أجاز جمهور النحاة مجيئه بعد «كَانَ» الناقصة مستشهدين ببيت شعري فصيح للشاعر المخضرم أبو ذؤيب الهذلي يُذكر فيه: «تَكُونُ وَإِيَّاهَا مَثَلاً بَعدِي».
ويجوز لأشباه الأفعال أن تعمل في المفعول معه، ولكن يظلُّ العامل الأصلي هو الفعل كما سبق، وأشباه الأفعال هي أسماء شابهت الفعل في الدلالة على الحدث ولكنَّها لم تقبل جميع علاماته وفي الغالب لم تشاركه دلالته على الزمن، وأشباه الأفعال التي تعمل في المفعول معه هي المصدر العامل، مثل: «غِنَائُكَ وَالنَّهرَ جَمِيلٌ»، واسم المصدر، مثل: «وُضُؤكَ وَالتَّيَمُّمَ مُهِمٌّ لِكُلِّ صَلَاةٍ» وأسماء الأفعال، مثل: «حَذَارِ وَالحُفرَةَ». ويُشترط لعمل أسماء الأفعال في المفعول معه أن تكون الواو للمعيَّة حصراً، لأنَّ هناك مواضع يصحُّ فيها أن تكون الواو للمعيَّة وللعطف كذلك، فإذا جاءت الواو في أحد هذه المواضع بعد اسم فعل لم يصح نصب الاسم بعد الواو مفعولاً معه. وتعمل الأسماء المشتقة، التي تُعَدُّ أيضاً من أشباه الأفعال، في المفعول معه بشرط أن يصحَّ عملها أيضاً في المفعول به، ومن الأسماء المشتقة التي تعمل في المفعول معه اسم الفاعل، مثل: «مُحَمَّدٌ مُسَافِرٌ وحَقَائِبَهُ»، ويعمل الاسم المفعول في المفعول معه بشرط أن يُشتق من فعل متعدٍ إلى مفعولين أو ثلاثة. وفي المقابل فإنَّ الأسماء المشتقَّة التي لا تنصب مفعولاً به، إمَّا لضُعف عملها أو لأي سبب آخر، لا تعمل في المفعول معه، فلا يأتي المفعول معه بعد الصفة المشبهة باسم الفاعل ولا يأتي بعد اسم التفضيل ولا بعد غيرهما من سائر المشتقات غير العاملة في المفعول به.

### الخلاف حول عامل المفعول معه
| ”                            | وقال الأخفش: إنَّ المفعول معه منصوب انتصاب الظروف، لأنَّ أصل «استوى الماء والخشبة» [هو] «استوى الماء مع الخشبة»، فلمَّا حُذِفَت «مع» وكانت منصوبة على الظرفية، أُقِيمَت الواو مقامها، وانتصب ما بعدها انتصاب «مع» التي وقعت الواو موقعها، إذ لا يصحُّ انتصاب الحروف، كما انتصب ما بعد «إلَّا» الواقعة موقع «غَير» في الاستثناء في مثل «قَامَ القَومُ إِلَّا زَيداً»، وكأنَّما الأصل «قَام القوم غَير زيد» | “ |
| —ابن جني‏،‏ سر الصناعة (1/144) | |   |

يذهب جمهور النحاة إلى أنَّ العاملَ في المفعول معه هو الفعل أو ما يشابهه، سواء كان الفعل ظاهراً أو مضمراً، ويُنسب هذا الرأي بدايةً إلى سيبويه، غير أنَّ هناك آراء حول عوامل أخرى غير هذه نُسبت لنُحاة كوفيين وبصريين. ومن هذه الآراء أنَّ العامل في المفعول معه هو الظرفية المؤولة بالظرف «مَعَ»، وتفسير هؤلاء النحاة أنَّ الواو هي في أصلها الظرف «مَعَ» الملازم للنصب، ولمَّا حُذف هذا الظرف وجِيءَ بحرف الواو محلَّه لم يقدر الحرف على حمل إعراب الظرف، لأنَّ الحُروف ليس لها مواقع من الإعراب، فحُمل الإعراب على الاسم الواقع بعد الواو ونُصِبَ بالظرفية على التقدير. وأَخَذَ بهذا الرأي نحاة كُثُر من مدرسة الكوفة، إضافةً إلى الأخفش البصري، بينما ينسب أبو بكر الأنباري هذا المذهب إلى المبرد. ويُردُّ هذا القول لأنَّ هناك مواضع وقعت فيها المعيَّة ولم ينتصب الاسم بعد الواو فيها بالمفعولية، مثل: «كُلُّ رَجُلٍ وضَيعَتِهِ»، فإن كان اشتمال الواو على معنى الظرف «مَعَ» هو العامل في نصب المفعول معه لانتصب «ضَيعَةِ» على أنَّه مفعول معه، ولانتصب بالمفعولية كذلك كُل اسم بعد واو بمعنى «مَعَ»، وليس هذا هو الحاصل.
ويرى عدد من نحاة الكوفة أنَّ العامل في المفعول معه هو الخلاف، بمعنى أنَّ امتلاك المفعول معه لإعراب مغاير عن الاسم قبل الواو الذي هو في العادة مرفوع هو الضرورة والعامل في نصب المفعول معه، وذلك للتمييز بينه وبين الاسم المعطوف وللتأكيد على أنَّه يحمل معنى مختلف عن العطف. وينسب البعض هذا القول إلى الكوفيين عامَّة، بينما ينسبه البعض الآخر إلى جزءٍ منهم، ويحصر آخرون هذا الرأي في الفراء ومن تبعه من الكوفيين، بينما تذكر مصادر أخرى أنَّ الفراء جعل العامل في المفعول معه هو «الصرف». ويَذكُر بدر الدين الدماميني أنَّ الكوفيين في أغلبهم قالوا بأنَّ العامل في المفعول معه هو الظرفية، بينما الجزء منهم فقط هو الذي قال بالخلاف. وينتقد البصريون وعدد من النحاة مبدأ الخلاف انطلاقاً من أنَّه معنى والعوامل المعنوية لم يُثبت عملها سوى بالرفع، وتظهر انتقادات أخرى من ناحية أنَّ «الخلاف» لا ينطبق دائماً على الحروف والأدوات الأخرى، مما يُرجِّح أنَّ وقوع الخلاف والنصب في أسلوب المعيَّة هو مجرد مصادفة، فيقال: «مَا جَاءَ مُحَمَّدٌ وَلَكِن حُسَينِ»، فعلى الرغم من أنَّ الخلاف في المعنى واقع بين الاسم بعد «لَكِن» والاسم قبلها فالملاحظ أنَّ «حُسَينِ» ليس منصوباً بالخلاف. ويَردُّ البعض على هذه الانتقادات بالإشارة إلى أنَّ العوامل المعنوية لا تعمل بالنصب وفقاً للمذهب البصري ومن تبعه فقط، وليس هناك مانع من أخذ الكوفيين به، كما أنَّ الخلاف لا يعمل بالنصب فقط، بل بأي إعراب ممكن طالما يكون مخالفاً لما قبله.
ولعبد القاهر الجرجاني رأي مخالف لسابقيه، فهو يرى أنَّ العامل في المفعول معه هو واو المعيَّة، وغالباً ما يُرَدُّ هذا القول لأنَّ الواو لو كانت تعمل في المفعول معه لاتَّصل بها الضمير كما يتصل بالحروف العاملة مثل «إنَّ» وأخواتها، ولكان بالإمكان القول: «حَضَرتُ وَكَ»، ويُرَدُّ كذلك لعدم وجود عامل يشابه الواو من ناحية المعنى، فالحروف لا تعمل إلا بعد مشابهتها للأفعال. ويذهب الزجَّاج إلى أنَّ المفعول معه منصوب بفعل مُضمر بعد الواو، وتقدير هذا الفعل «لَابَسَ»، فإذا قيل: «رَكَضتُ وَالقِطَارَ»، فإنَّ التقدير عند الزجَّاج هو: «رَكَضتُ وَلَابَستُ القِطَارَ»، ولا يجوز عنده أن يكون الفعل «رَكَضَ» هو العامل في المفعول معه، وذلك بسبب الفصل بالواو حسب رأيه. أغلبية المصادر تحصر هذا الرأي في الزَّجاج فقط، إلا أنَّ بعضاً منها تنصُّ على أنَّه رأي البصريين.
يرى أبو علي الفارسي وجماعة من النحاة من ضمنهم الأخفش والإسفراييني أنَّ المفعول معه يأتي معمولاً لحروف التشبيه أو أسماء الإشارة أو الظرف أو الجار والمجرور، بينما ذهب الأغلبية إلى انعدام الصحَّة في هذا القول، وتصدَّى لهذا الرأي سيبويه، ويستدلُّ الفارسي وغيره بأقوال فصيحة مثل: «هَذَا لَكَ وَإِيَّاهُ»، وبيت شعري يُذكر فيه: «هَذَا رِدَائِي مَطوِيّاً وَسِربَالاً»، بينما ذهب نحاة إلى أنَّ العامل في المفعول معه هو الاسم المفعول «مَطوِيّاً» وليس اسم الإشارة «هَذَا» في الشاهد السابق. ووفقاً لبعض المصادر تُضافُ عوامل مشابهة أخرى إلى تلك العوامل المذكورة سابقاً، وبعض هذه العوامل معنوية، بقصدِ أنَّها ألفاظ حُمِل عليها معنى الفعل وعمله وليس بالمفهوم الشائع للعوامل المعنوية كعامل الابتداء، ومن هذه العوامل: التَّمنِّي، والتنبيه، والتَّرجِّي، و«أَمَّا»، والاستفهام، والنِّداء، و«إنَّ»، و«أَنَّ»، و«لَكِنَّ».

### عامل المفعول معه في الجمل الاستفهامية
ليس دائماً يسبق المفعول معه وواو المعية جملة تشمل فعلاً أو ما يشبهه، حيث وُرِدت بعض شواهد فصيحة لم يأتِ فيها فعل ظاهر أو شبهه، وذلك عندما يُؤتَى بالمفعول معه في جملة استفهامية أداة الاستفهام فيها إمَّا «مَا» أو «كَيف»، مثل: «مَا أَنتَ وَالأَيَّامَ» ومثلها القول المأثور «كَيفَ أَنتَ وَقَصعَةً مِن ثَرِيدٍ». وغالباً ما يُؤَوِّلُ النحاة فعلاً محذوفاً، أو حسبما يناسب البعض مضمراً، يوافق السياق ويكون العامل في المفعول معه. ويُشتق الفعل الواجب حذفه من مادة «الكَون» غالباً، أي أنَّه يُقدَّر فعلاً مٌشتقَّاً ناقصاً من المصدر السابق على هيئة المضارع «يَكُونُ» أو الماضي «كَانَ»، وتصبح أداة الاستفهام خبر مُقَدَّم للفعل المحذوف وجوباً والضمير المنفصل بعد الفعل المحذوف هو اسم كان، فيكون التقدير قبل الإضمار: «مَا تَكُونُ أَنتَ وَالأَيَّامَ» و«كَيفَ تَكُونُ أَنتَ وَقَصعَةً مِن ثَرِيدٍ». وهناك من النحاة من يجعل اسم كان ضمير مستتر وليس الضمير المنفصل الظاهر. وهناك من يقدِّر الفعل المحذوف أفعالاً أخرى، منها «تَصنَع» و«تَفعَلُ». ويذهبُ نحاة آخرون إلى أنَّ «الكَون» في هذه المواضع ليس ناقصاً، أي أنَّه لا يحتاج إلى اسم وخبر، بل هو في واقع الأمر تامّ يرفع فاعلاً، وأصل الجملة قبل إضمار «الكَون» التام: «مَا تَكُونُ وَالأَيَّامَ»، والفاعل هو ضمير مستتر فَلَمَّا أُضمِرَ الفعلُ ظهر هذا الضمير وصار ضميراً بارزاً منفصلاً دالّاً على الفعل المحذوف. وإذا أُعربت «كان» فعلاً تاماً فتُعرب أداة الاستفهام «كَيف» حال مُقَدَّم وجوباً، وتُعرب «مَا» مفعُول مُطلق مُقدَّم وجوباً.[ملاحظة:2]
يذهب جمهور النحاة إلى أنَّ هذا الأسلوب سَماعي شاذ مقتصر فقط على أداتي الاستفهام «كَيف» و«مَا»، بينما يجيز نحاة غيرهم القياس على هاتين الأداتين وتطبيق أحكامهما في هذا الأسلوب على بقيَّة الأدوات الاستفهامية.
ويرى البعض أنَّ العامل في المفعول معه هو أداة الاستفهام التي تأتي في صدر الجملة، وليس هناك فعل محذوف يعمل في المفعول معه. وينتقد ابن جني التقديرات الذي وضعها النحاة، ويجد فيها تطبيق لقواعد لهجة على لهجةٍ أخرى بطريقة مبتدعة. ويرى فاضل السامرائي أنَّ هناك تكلُّف لا ضرورةَ له في تقدير فعل محذوف، ويجعل المفعول معه اسم فضلة تالٍ لواو المصاحبة. ويُقرُّ عباس حسن بالمثل، والعامل في المفعول معه وفقاً لرأيهِ هو أداة الاستفهام. ويوافقه يوسف الصيداوي الرأي ويستشهد بكتاباته حول تكلُّف التقدير بغير ضرورة وحول العامل في المفعول معه. وأنكر المبرد وجود فعل محذوف، وله رأي اختصَّ به، وهو أنَّ الاسم بعد الواو في الجمل السابقة هو اسم معطوف مرفوع وليس مفعولاً معه منصوب، لأنَّ المفعول معه لا يأتي إلَّا بعد فعل أو شبهه.

## أنواع المفعول معه
المفعول معه لا يكون إلا اسماً صريحاً، فهو لا يأتي فعلاً ولا حرفاً، وفي جملة مثل: «لَا تَنهَ عَن خُلقٍ وتَأتِي مِثلَهُ» أو «لَا تَأكُل السَّمَكَ وَتَشرَب اللَّبَنَ»، فحتى وإن صحَّ القول أنَّ الواو للمعية فإنَّ الفعل «تَأتِي» ليس مفعولاً معه وفقاً لما ذهب إليه الأغلبية، إلَّا أنَّ من النحاة من جعل المصدر المؤول من الفعل السابق و«أَنْ» المضمرة في محلِّ نصب مفعول معه، فيكون التقدير بعد إظهار «أَنْ»: «لَا تَأكُلِ السَّمَكَ وَأَن تَشرَبِ اللَّبَنَ»، فَيُعامل المصدر المؤول معاملة الاسم المفرد ويُؤَوَّل على النحو: «لَا تَأكُلِ السَّمَكَ وَشُربَكَ اللَّبَنِ» حيث المصدر الظاهر «شُربَ» مفعول معه منصوب، وهذا على اعتبار أنَّ الواو هي فعلاً للمعيَّة وهو أمر فيه خلاف في هذه النوعية من الجمل. والمفعول معه من ناحية العدد قد يأتي مفرداً، مثل: «جَاءَ الجُندِيُّ وَسِلَاحَهُ»، وقد يأتي اسم مُثنَّى، مثل: «جَاءَ الجُندِيُّ وَسِلَاحَيهِ»، وقد يأتي جمع مذكَّر سالم أو جمع مؤنث سالم أو جمع تكسير، مثل: «جَاءَ الجُندِيُّ وَأَسلِحَتَهُ». ويكون المفعول معه مُذَكَّراً حقيقياً أو مجازياً، مثل: «مَشَيتُ وَمُحَمَّداً»، وقد يكون مؤنثاً حقيقياً أو مجازياً، مثل: «حَضَرتُ وَفَاطِمَةَ». والمفعول معه لا يكون إلَّا اسماً مُفرداً، ومعنى الاسم المفرد هنا أي أنَّ المفعول معه لا يأتي جملة أو شبهها على الإطلاق، فحتَّى وإن تضمَّن واو الحال معنى المعيَّة لم يصحّ نصب الجملة الحالية بعده على المفعولية، مثل: «جِئتُ وَالبَابُ مُنغَلِقٌ»، فالجملة الاسمية «البَابُ مُنغَلِقٌ» ليست في محلِّ نصب مفعولاً معه. ويُستبعَد كذلك الجملة المعطوفة بعد واو العطف، فلا يُحتَمل في إعرابها النَّصب على المفعولية، لأنَّ المفعول معه لا يجيء جملة على الإطلاق، حتى وإن اشتملت الواو على المعيَّة.

## شروط نصب الاسم على أنَّه مفعول معه
يُشترط لكي يُنصب الاسم بعد الواو على المفعولية ثلاثة شروط، واحد منها متعلِّق بالاسم والآخران متعلِّقان بحرف الواو والجملة التي تسبقه. ولكي يكون الاسم مفعولاً معه يُشترطُ فيه هذه الشروط:
1. يُشترط أن يكون الاسمُ اسمَ فضلة، أي أن يصحَّ انعقاد الجملة بغير تواجده، ولا يكون ركنا رئيسيا فيها وإنما يُزَاد إليها، على عكس أسماء مثل المبتدأ أو الفاعل فهذه أسماء عمدة لا يُستغنى عنها. وليس معنى هذا أنَّه يصحُّ التخلِّي عن المفعول معه وحذفه من الكلام بدون عِلَّة.[63][ملاحظة:3] وإذا كان الاسم بعد الواو اسم عمدة، أي لا يستقيم معنى الجملة بدونه، لم يصح نصبه على المفعولية ويجب إعرابه اسماً معطوفاً، مثل: «تَكَاتَبَ المُعَلِّمُ وتَلمِيذُهُ»، فالملاحظ أنَّ «تَلمِيذُ» وجوده ضروري في الجملة ليُشاركَ الفاعل في فعله الذي يقتضي وجود طرفان يقومان به، لذا وجِبَ إعرابه اسماً معطوفاً ومُنِعَ إعرابه مفعولاً معه. وذلك لأنَّ العطف يجعل الإسناد مشتَرك بين الاسمين، وهذا يلائم الجمل من النوعية السابقة الذي يكون فيها أحد طرفي الإسناد هو في واقع الأمر أكثر من جهة واحدة، أمَّا إذا نُصِبَ الاسم بعد الواو على أنَّه مفعول معه فلن يكونَ له حظ من الإسناد، وسيصير الإسناد ناقصاً ومعنى الجملة غير مُكتمل، لذا مُنِع نَصب الاسم على أنَّه مفعول معه وذلك لأنَّه يتعارض مع دور الاسم في هيكل وبناء الجملة.[64] وكثيراً ما يكون الاسم بعد الواو اسم عمدة وليس فضلة إذا لم يَسبَق الواو جملةٌ، مثل: «كُلُّ تَلمِيذٍ وقَلَمِهِ» فالأسلوب المبدوء ب«كُلُّ» في المثال السابق يُستخدم للدلالة على اقتران شيء بشيء آخر، لذا كان وجود «قَلَمِ» مقترناً ب«تَلمِيذٍ» ضروري ليتحقَّق معنى الكلام، فمُنِعَ نصب الاسم بعد الواو على المفعولية لكونه رُكناً رئيساً في الجملة لا يمكن الاستغناء عنه.[7][8][65]
2. يُشترط لكي يُنصب الاسم على أنَّه مفعول معه أن يكون تالياً لواو بمعنى «مَعَ» تُسَمَّى «وأو المعيِّة».[66] ويُشترطُ في هذه الواو أن تكون للمعية، فإنْ كانت للعطف حصراً، مثل: «صَافَحتُ يُوسُفَ وعَلِيّاً بَعدُهُ»، أو كانت للحال، مثل: «عَادَ الأَبُ وَهُوَ مُبتَسِماً»، لم يصح نصب الاسم على المفعولية.[65] ودائماً ما يحدث الالتباس بين واو المعيَّة وواو العطف، ويمكن تمييز واو الحال عن واو المعية بسهولة، وذلك بالنظر إلى الاسم بعد الواو، فهو يكون جملة عندما تكون الواو للحال ويكون اسماً مفرداً عندما تكون الواو للمعيَّة.[8]
3. يُشترط أن يسبق الواو والاسم بعدها جملة فعلية تتضمن فعلاً، وقد تكون كذلك جملة اسمية تتضمن أحد أشباه الفعل. أمَّا إذا سبق الواو اسم مفرد فلا يكون الاسم بعد الواو مفعولاً معه، مثل: «كُلُّ تَلمِيذٍ وَقَلَمِهِ» (راجع الشرط الأول).[21][67][ملاحظة:4]

## الإعراب
حُكم المفعول معه هو النصب في جميع الأحوال، ويُنصب الاسم على أنَّه مفعول معه إذا حقَّقَ شروط نصبه الثلاثة، وإذا فقد إحداها أو لم يستكمل شرط منها لا يجوز نصبه على المفعولية، ولكن قد يكون إعراب الاسم بعد الواو هو النصب حتى وإن لم يستكمل الشروط، إلا أنَّه سيكون منصوباً بالعطف قطعاً وليس باعتباره مفعول معه. ويُنصَب المفعول معه بالعلامة الأصلية، أي يُنصب بالفتحة الظاهرة أو المُقدَّرة أو التنوين الظاهر أو المُقدَّر، إذا كان المفعول معه اسماً ظاهراً مُفرداً أو جمع تكسير، بينما يُعرَب بعلامات فرعية إذا كان جمع مؤنث سالم حيثُ يُنصب بالكسرة نيابة عن الفتحة، ويُعرَبُ بعلامة فرعية أيضاً إذا كان جمع مُذَكَّر سالم أو اسم مُثَنَّى حيث يُنصب بالياء نيابة عن الفتحة، أو إذا كان المفعول معه أحد الأسماء الخمسة حيث يُنصب بالألف. وأجمع جمهور النحاة أنَّ النصب هو علم الاسم الفضلة، بمعنى أنَّ المفعول معه إعرابه النَّصب لأنَّه اسم فضلة يمكن الاستغناء عنه وتصحُّ الجملة بغيره، فالمفعول معه لا يأتي إلَّا بعد إتمام الأركان الرئيسية في الجملة وإتمام الإسناد بين المُسنَد والمُسنَد إليه، وما يأتي بعد الإسناد هو إمَّا تابع أو اسم فضلة في الكلام منصوب ويدخل ضمن الأخير ما يصطلح عليه النحاة بالمفعولية. وذهب ابن عصفور الإشبيلي وآخرون إلى أنَّ المفعول معه كان حُكمُهُ النَّصب لمشابهته المفعول به، ومنه أخذ المفعولية وحكم الإعراب، فإذا قيل: «اِستَوَى المَاءَ وَالخَشَبَةَ»، فكأنَّ القائل عنى بقوله السابق: «ساوى الماءُ الخشبةَ»، وإذا قيل: «جَاءَ البَردُ وَالطَيَالِسَةَ»، فيكون تأويل المعنى على النحو: «جاء البردُ بِالطيالسةِ» حيث «الطيالسةِ» مفعول به تعدَّى إليه الفعل بحرف جر.
هناك من يرى أنَّ المفعول معه يأتي مرفوعاً في بعض المواضع، بينما يذهب أغلبية النحاة إلى تأويل الواو وإخراجها من المعيَّة إلى العطف فيكون الاسم بعد الواو اسم معطوف مرفوع وليس مفعول معه. ويُنقَل عن سيبويه إجازته نصب أو رفع الاسم بعد الواو على أنَّه مفعول معه في جملة مثل: «مَا صَنَعتَ أَنتَ وَأَبَاكَ» أو «وَأَبُوكَ»، بافتراض أنَّ قصد المتكلِّم اقتصر فقط على المعيَّة، ووافقه السيرافي فيما ذهب إليه، وسواء كان إعراب الاسم النصب أو الرفع فإنَّ موقعه الإعرابي هو مفعول معه، لأَنَّه جاء بعد واو المعيَّة، ولا يُفَضَّل بين الإعرابَين عند صياغة الجملة. وينسب البعض إلى سيبويه إجازته إعراب المفعول معه مرفوعاً في مواضع أخرى، منها على سبيل المثال: «أَنتَ أعلَمُ وَمَالُكَ» أو «كُلُّ رَجُلٍ وَضَيعَتُهُ»، غير أنَّ المفعول معه يأتي مرفوعاً فقط ولا يُنصب في المثالين السابقين وما شابههما. وكتب الأعلم الشنتمري أنَّ المفعول معه يجيء منصوباً أو مرفوعاً بعد واو المعيَّة. ويشير رضي الدين الاستراباذي إلى مجيء الاسم مرفوعاً بعد واو بمعنى المعيَّة في بعض الأحيان، ولكنَّه لا يَعرِب هذا الاسم مفعولاً معه لأنَّ المفعول معه ملازم للنصب وفقاً لرأيه ويفتح مجالاً لاحتمالات أخرى. وأجاز الصيمري رفع أو نصب الاسم بعد الواو على أنَّه مفعول معه في جملة: «كُلُّ رَجُلٍ وَضَيعَتُهُ» أو «وَضَيعَتَهُ».
يكتب البعض أنَّ سيبويه ألَمَّحَ في كتاباته إلى أنَّ المفعول معه يأتي مجروراً، وذلك في جمل على شاكلة: «مَا شَأَنُ عَبدُ اللَّهِ وَأَخِيهِ يَشتُمَهُ»، ففي الوقت الذي يمنع فيه سيبويه العطف لمانع معنوي، فهو يجيز نصب أو جر الاسم بعد الواو بسبب شواهد فصيحة تؤيد هذا الإعراب، وعلى الرغم من أنَّ سيبويه لم ينص صراحةً أنَّ الاسم بعد الواو هو مفعول معه واكتفى فقط بالإشارة إلى أنَّه ليس اسماً معطوفاً، فهناك من فسَّر كتاباته على هذا النحو وكتب أنَّ سيبويه أجاز جر المفعول معه. وسلك ابن مالك مسلكه، مع ترجيحه للجر على النصب الذي وصفه بالضعف، ومثلما فعل سيبويه لم يصرِّح ابن مالك أنَّ الاسم المجرور بعد الواو هو مفعول معه. وتناول هذه المسألة أيضاً أبو حيان الأندلسي بالأسلوب ذاته. وفي المقابل فإنَّ جميع المصادر تقريباً تنصُّ على أنَّ جمهور النحاة أجمع على مجي المفعول معه منصوب فقط، والقول بجر المفعول معه ليس شائعاً ولا يتعدَّى دائرة ضيقة من الباحثين الأكاديميين، وهناك من النحاة من يتأوَّل تقديرات لإخراج الاسم المجرور بعد الواو من المعيَّة في المثال السابق وما شابهه، وتجدر الإشارة إلى أنَّ ابن مالك رفض في مسألةٍ إعراب اسم مجرور على أنَّه مفعول معه بسبب كونه مجروراً.
إذا جاء بعد المفعول معه تابع أو ضمير أو غيره من الأسماء التي تطابق ما قبلها، لا تقع المطابقة بين هذه الأسماء والمفعول معه، إنَّما تحصل بينها وبين الاسم قبل الواو الذي يصاحبه المفعول معه، فيُقَال: «رَجِعتُ وَصَدِيقاً مُبتَسِمٌ»، ولا يقال: «مُبتَسِمَينِ» أو «مُبتَسِماً». وفي المقابل فإنَّ هناك جماعة من النحاة أجازت هذا الأمر مراعاة للمفعول معه المذكور بين اللفظين، بينما ذهب جمهور النحاة إلى منع المطابقة مع المفعول معه ووجوب هذه المطابقة مع الاسم قبله.

## حالات الاسم بعد الواو
يلتبس الأمر في كثير من الأحيان عند الحكم على الواو التالية لمعمول فعل في جملة فعلية فيما إذا كانت للعطف أو للمعيِّة، ومع بقاء مواضع معينة وثَّقها النحاة يمكن التميز بوضوح فيها أنَّ الاسم بعد الواو هو اسم معطوف أو مفعول معه، يتبقى هناك مواضع أخرى يكون فيها الترجيح هو المرجع عند إعراب الاسم وهذا يدخل أكثر في مجال علم البلاغة. ويمكن الانتهاء بعد إحصاء جميع المواضع إلى ستِّ حالات لكلٍّ منها أحكام وضوابط خاصة:
1. الاسم بعد الواو هو مفعول معه على وجه اليقين، ويكون منصوباً في جميع الأحوال، ولا يصحُّ أن يكون معطوفاً على المعمول.
2. الاسم بعد الواو هو اسم معطوف على وجه اليقين، ويتبع الاسم المعمول في إعرابه، ولا يمكن أن ينصب كمفعول معه.
3. ترجيح كون الاسم مفعول معه، مع إجازة كونه معطوف على المعمول.
4. ترجيح كون الاسم معطوف على المعمول، مع إجازة نصبه على المفعولية.
5. جواز كون الاسم مفعول معه أو اسم معطوف مع عدم الترجيح أو التفضيل بينهما.
6. لا يصحُّ كونه مفعول معه أو اسماً معطوفاً، لانتفاء المشاركة والمعية كلاهما.

بغضِّ النظر عن المواضع التي تفرض على الاسم أن يكون مفعولاً معه أو اسماً معطوفاً، أو تُرجِّح أحد هذين الاحتمالين، فإنَّ النحاة يميلون إلى جعل الاسم اسماً معطوفاً قدر الإمكان، ويُرجِّحون أن تكون الواو للعطف على أن تكون للمعيِّة، فإذا قيل: «رَأَيتُ أُسَامةَ وسَعِيداً» كان «سَعِيداً» اسماً معطوفاً على «أُسَامةَ»، حتى وإن صحَّ أن يكون مفعولاً معه، إلَّا أنَّ العطف له الأولوية ما لم تكن هناك مواضع يُستحسن فيها اعتبار الاسم مفعولاً معه أو يُقَبَّحُ فيها أن يكون الاسم معطوفاً، فيكون الاسم السابق اسماً معطوفاً لأنَّ العطف أكثر ملائمة للأسلوب العربي السليم في الجملة السابقة. وبشكل عام فإنَّ العطف أكثر استخداماً وملائمة من المعية التي تُستعمل في أساليب ومواضع خاصَّة. ويحدث في بعض الأحيان أن يتساوى الاحتمالان في صِحَّة الاستعمال وبلاغته، مثل: «تَحَرَّكَ القَائِدُ والجُنُود»، فإذا أهملنا قصد المتكلِّمِ الذي يكون الفيصل في إعراب الاسم بعد الواو، كانت الأفضلية للعطف كما سبق ولكن مع صحَّة المفعولية، وذلك لأنَّ استعمال المفعول معه هنا هو أسلوب بلاغي جيد على عكس المثال الأول الذي يُستبعد فيه أن يكون الاسم مفعول معه.

### وجوب نصبه كمفعول معه
يجب نصب الاسم بعد الواو كمفعول معه إذا لم يحتمل معنى الاسم أن يكون معطوفاً، كأن يقال: «مَشَيتُ وَالبَحرَ». فيُوجَبُ نصب الاسم باعتباره مفعول معه، لأنَّه من غير الممكن في المثال السابق أن يشارك الاسم بعد الواو الفاعلَ في فِعله، لأنَّ البحرَ لا يسير، وفي المقابل فإنَّ المعيَّة تصح في المعنى، أي أنَّ الفاعل يمشي بجوار ساحل البحر، لذا وُجِب نصب الاسم باعتباره مفعول معه لانتفاء العطف لوجود خلل في المعنى. وهذا الخلل هو في الغالب، وكما في المثال السابق، يحدث عندما لا يصحُّ إسناد الفعل أو شبه الفعل قبل الواو إلى الاسم بعده ليس لسبب نحوي بل لسبب بلاغي معنوي، وذلك لأنَّ العطف يأتي على نيَّة تكرار العامل، فيكون المقصود من الجملة السابقة إذا كانت الواو للعطف: «مَشَيتُ ومَشَى البَحرُ» وهذا المعنى فاسد لا يصلح ولهذا السبب مُنِعَ العطف ووجِبت المعيَّة. وهذا هو أعلى وجوه المفعول معه، وذلك لأنَّ صفات وخصائص المفعول معه المعنوية تبرز واضحة في أمثلة كهذه، ويمكن التمييز بوضوح أنَّه ليس اسماً معطوفاً. ويذهب جماعة من النحاة، أشهرهم الأخفش وابن جنِّي، إلى أنَّ الأصل في الواو هو العطف ولا بُدَّ أن تحتوي واو المعيَّة على معنى العطف لكي تصحَّ الجملة ويصحَّ نصب الاسم على أنَّه مفعول معه، وبالتالي فإنَّ الجمل السابقة هي ليست سليمة لغوياً وفقاً لرأيهم، فلا يجوز القول: «أَتَيتُكَ والشَّمسَ»، لأنَّ الشمس لا يؤتى بها إلى أحد. ونَسَب ابن جني هذا الرأي إلى الأخفش، وقال به ابن يعيش وأبو حيان، ونسبه أبو حيان إلى جمهور النحاة وسمَّى منهم السيرافي والفارسي وابن عصفور وابن الضائع، وفي المقابل تصدَّى له ابن مالك والكيشي وابن عقيل والصبان.
ويجب كذلك نصب الاسم بعد الواو على المفعولية إذا تقدَّم على المفعول معه جملة فعلية أو اسمية متضمنة ضمير رفع متصل بالعامل أو ضمير جرٍّ متصل بحرف جر أو اسم مضاف، بشرط ألَّا يلحق بضميرِ الرفع ضميرٌ آخر منفصل يؤكِّده وألَّا ينفصل ضمير الرفع بأي فاصل، ويشترط كذلك ألَّا يُؤَكَّد ضمير الجر بضمير منفصل وأَلَّا يُعاد حرف الجر مرة أخرى بعد ضمير الجر. ومثل ضمير الرفع: «حَضَرتُ وَمُحَمَّداً»، والعامل في المفعول معه هو الفعل في هذه الحالة. ومثل ضمير الجرِّ المتصل بحرف جر أو اسم مضاف: «مَا لَكَ وَزَيداً؟» أو «مَا بَالُكَ وَزَيداً»، والعامل في المفعول معه هو فعل محذوف يُستَدَلُّ عليه من الجار والضمير المجرور أو من الاسم المضاف والضمير المضاف إليه، والتقدير في المثالين السابقين: «مَا يَكُونُ لَكَ وَزَيداً؟» و«مَا يَكُونُ بَالُكَ وَزَيداً؟». وامتنع العطف نظراً لأنَّ العطف لا يجوز على الضمير المتصل المرفوع إلا بعد فاصل، ولا يجوز على ضمير الجر إلا إذا أُعيد حرف الجر على المعطوف، فيقال إذا أُريدَ العطف: «حَضَرتُ أَنَا وَمُحَمَّدٌ» و«مَا لَكَ وَلِزَيدٍ؟» و«مَا بَالُكَ وَبَالُ زَيدٍ؟». وذكر ابن هشام الأنصاري أنَّ هناك نحاة خرقوا هذه القاعدة، وأجازوا عطف الاسم بعد الواو على الضمير المتصل بدون فاصل مؤَكِّد، وعلى ضمير الجر بدون إعادة حرف الجر، فيقال: «حَضَرتُ وَمُحَمَّدٌ» و«مَا لَكَ وَزَيدٍ»، ويُنقَل عن ابن مالك إجازته هذا الأمر. ويرى بعض النحاة أن الاسم هنا يُنصب كمفعول معه على وجه الترجيح والتفضيل وليس على وجه الوجوب، وهناك من النحاة من أجاز العطف فقط عند الضرورة، بينما يجعل البعض النصب على المفعولية واجباً بعد ضمير الجر، ويجعله جائزاً بعد ضمير الرفع مع تقبيح العطف وتفضيل المعيَّة.

### جواز نصبه كمفعول معه
يجوز نصب الاسم بعد الواو - ولا يجب أو يمتنع نصبه - إذا كان الاسم يحتمل معناه العطف والمعية كلاهما. وفي مقابل جواز نصبه كمفعول معه، يجوز كذلك أن يكون الاسم اسماً معطوفاً يتبع الاسم المعطوف عليه في الإعراب سواءً كان إعرابه النصب أو الرفع أو الجر. وتنقسم المواضع التي يجوز فيها نصب الاسم كمفعول معه إلى قسمين، الأول وفيه يُرجَّح كون الاسم مفعول معه مع جواز كونه اسماً معطوفاً، والقسم الآخر يُكره إعرابه مفعول معه مع جواز هذا الإعراب. وغالباً ما يرجِّح النحاة كون الاسم معطوفاً قدر الإمكان بغير ضعف. وهناك من يضيف قسم آخر يكون فيه سواء إعراب الاسم مفعول معه أو اسم معطوف ولا يُفَضَّل أو يُرَجَّح أيّ منهما، بينما يرى نحاة آخرون أنَّ في هذه الحالات يُرَجَّح العطف على المعيَّة.
ويرى نحاة آخرون أنَّ مواضع الترجيح هذه بأكملها ليست صحيحة على الإطلاق، وأنَّ قصد المُتَكَلِّم هو ما يُحدِّد فيما إذا كان الاسم مفعول معه أو معطوف، فإذا قصد المتكلِّم المعيَّة نَصَبَ الاسم وألزمه النصب، وحتى إذا كانت المعيَّة مستبعدة في هذا الموضع فيظلُّ النصب دالّاً على قصد المتكلم قاطعاً الشكوك حول إعراب الاسم بعد الواو، فيكون الاسم يقيناً إمَّا مفعول معه لأنَّه ملازم للنصب مخالف الاسم قبله أو اسم معطوف يتبع المعطوف عليه ويشابهه في الإعراب، ولا ترجيح أو تفضيل بين الاثنين. وذلك طالما يكون ممكن العطف والمعيَّة، والحكم نفسه ينطبق على المواضع التي لا يُفَضَّل فيها أيّ من العطف أو المعيَّة. بمعنى أنَّ في جميع المواضع التي تجوز فيها المعيَّة أو العطف يظلُّ الفرق في المعنى بينهما قائماً، فإذا قَصَدَ المُتَكلِّم المشاركة الحتمية في الزمن نصب الاسم على المفعولية، وإذا قَصَدَ المشاركة الحتمية في معنى الفعل أعربه اسماً معطوفاً. وقال بهذا الرأي رضي الدين الاستراباذي ومحمد بن مصطفى الخضري ومحمد بن علي الصبان وحديثاً إبراهيم مصطفى وفاضل السامرائي.
يُرَجَّح نصب الاسم كمفعول معه إذا كان العطف ضعيفاً وبحاجة إلى التأنِّي في التفسير والتأويل لإيصال المعنى المطلوب، بينما استعمال الواو لغرض المعيَّة في هذا الموضع بحدِّ ذاته واضح المفهوم والدلالة، مِمَّا يُرَجِّح كون الواو للمعية على كونها للعطف، مثل بيت الشعر الذي يُذكرُ فيه: «فَكُونُوا أَنتُم وَبَنِي أَبِيكُم مَكَانَ الكُليَتَينِ مِنَ الطِّحَالِ» فالأرجح كون الواو للمعيَّة، والمقصود هو أنَّ المتكلِّم يحثُّ المخاطبين على التكاتف والتمسُّك بأبناء أبيهم كتمسُّك والتصاق الكليتين بالطحال، أمَّا إذا كانت الواو للعطف فرضاً، فإنَّ الطلب بالتكاتف والتمسك لن يقتصر فقط على المخاطبين بل سيمتدُّ أيضاً إلى أبناء أبيهم، تاركاً الجهة التي يتضامنون معها مجهولة غير مكشوفة مما يجعل المعنى مبهماً وبالتالي مستبعداً.[ملاحظة:5] ويكتب فاضل السامرائي بما معناه أنَّ النصب على المفعولية واجب هنا وليس فقط جائز، ويحصر القول بإمكانية العطف على ابن هشام الأنصاري وحده، ويستغرب ذلك فيه. ويرى بعض النحاة أنَّ الاسم بعد الواو في جملة مثل: «اِستَيقَظتُ وَالفَجرَ» مفعول معه على وجه الجواز والترجيح والتفضيل، بينما ذهب أغلبية النُّحاة إلى أنَّه منصوب على المفعولية وجوباً لعدم وجود فاصل بين الضمير المتَّصل والواو.
إذا سبق الواو جملة فيها ما يحمل معنى الفعل، ولم يكن فعلاً، وسَبَقَ الواو مباشرةً اسم ظاهر أو ضمير رفع منفصل كانت الواو على الأرجح للعطف والاسم بعد الواو معطوف على الاسم الظاهر أو الضمير المنفصل، مثل: «مَا شَأنُ مُحَمَّدٍ وَزَيدٍ» أو «كَيفَ أنتَ وَزَيدٌ». وهذا هو الأرجح، إلا أنَّ النصب على المفعولية وارد أيضاً، واتفق جمهور النحاة على صحته، وأنكر النصب على المفعولية بعض من النحاة المتأخرين منهم ابن الحاجب، وأنكره المبرد مع نقله عن سيبويه أنَّه أجاز النصب. وفي المقابل فإنَّ ابن عقيل، نحويٌّ متأخِّر، أوجب النصب فقط ومنع العطف. وغالباً ما تكون هذه الجمل استفهامية أداة الاستفهام فيها «مَا» أو «كَيفَ» كما سبق.[ملاحظة:6] ويُرَجَّح العطف مع جواز المعيَّة في جملة مثل: «حَضَرَ عَمرُو وعَبَّاسٌ»، وذلك لأنَّ الرجحان هو للعطف طالما يكون ممكناً بدون ضعف، وهو الحاصل في المثال السابق، وذلك لأنَّ العطف أكثر قدرة على المعيِّة في إيصال المعنى، ويعود ذلك إلى أنَّ العطف يأتي على نيَّةِ تكرار العامل، فيكون تقدير العامل المكرَّر: «حَضَرَ عَمرُو وحَضَرَ عَبَّاسٌ»، وهذا التكرار هو توكيد لفظي يُقوِّي معنى العطف على المعيَّة. ويُستثنى من هذا إذا كان الاسم المعطوف عليه منصوب، فإنَّ الاسم بعد الواو سيكون عندها اسم معطوف منصوب على وجه الوجوب ولا يصحُّ نصبه على المفعولية، ويُشترط أن تكون الجمل من النوعية السابقة التي يصحُّ فيها العطف بدون ضعف ولا تُرجَّح المعيَّة لأي سبب ممكن، فيقال عندها: «رَأَيتُ عَمرُو وعَبَّاسَ»، بنصب «عَبَّاسَ» تبعيَّة ل«عَمرُو» وجوباً.
يجوز نصب الاسم بعد الواو على أنَّه مفعول معه إذا أُكِّدَ الضمير المتصل بالفعل بضمير منفصل يكون هو الفاصل بين الفعل والمفعول معه، مثل: «جِئتُ أَنَا وَمُحَمَّداً»، ويجوز كذلك إعرابه اسماً معطوفاً فيصير: «جِئتُ أَنَا وَمُحَمَّدٌ»، ولا يُفَضَّل في هذا الموضع بين المعيَّة والعطف وهما على السواء. ومن المواضع الأخرى التي لا يُرَجَّح فيها بين العطف والمعية مثل: «رَأسكَ وَالحَائِطَ» أو «رَأسَكَ وَالحَائِطِ».

### منع نصبه كمفعول معه
راجع: شروط نصب الاسم على أنَّه مفعول معه
إذا لم يحتمل معنى الاسم أن يكون مفعولاً معه، وذلك بأن يشارك الاسم بعد الواو معمول الفعل في قيامه بالفعل أو وقوع الفعل عليه، وليس من الممكن في سياق الحديث المعقول أو المعنى المحتمل المفهوم أن تكون الواو للمعيَّة، أي لا يمكن أن تقتصر دلالة الاسم بعد الواو على مصاحبة المعمول والتواجد معه وقت وقوع الفعل فقط، بل تمتدُّ إلى مشاركة المعمول في الفعل. وبعض النحاة لا يشترط ضعف أسلوب المعية لمنع نصب الاسم على أنَّه مفعول معه، ويجعل من صحَّة أسلوب العطف بدون ضعف أو مانع لفظي سبباً كافياً لوجوب إعرابه اسماً معطوفاً ومنع نصبه على المفعولية، حتى وإن كان النصب ممكناً نظرياً فهو يبقى خياراً بديلاً في حال انتفاء العطف الذي تبقى الأولوية له. والبعض الآخر يخفف الحكم إلى الرجحان الموجب، فإن كان استعمال المعيَّة ضعيفاً وجِبَ العطف، وإن كان استعمالها سليماً رُجِّحَ العطف أيضاً ولكن مع صحَّة المعيَّة.
يكون المنع هو حكم نصب الاسم على أنَّه مفعول معه إذا خالف أحد شروط نصبه على المفعولية أو لم يستكمل أحد الشروط الثلاثة نفسها. ويمتنع نصب الاسم على أنَّه مفعول معه في الجمل الفعلية التي يقع الفعل فيها من متعدِّدٍ، وأشهرها عندما يكون الفعل على صيغة «تَفَاعَلَ» لغير المطاوعة، مثل: «تَسَامَحَ مُحَمَّدٌ وسَعِيدٌ»، وذلك لأنَّ طبيعة هذه الأفعال تقضي وجود طرفان يتشاركان في الفعل، وبمقتضى هذه الضرورة وُجِب إعراب الاسم بعد الواو معطوفاً على الفاعل، ولم يصحّ اعتباره مفعولاً معه. ولا تصحُّ المفعولية ويجب العطف إذا دخلت على الجملة ألفاظ مثل «قَبل» و«بَعد» تنفي المصاحبة بين الاسمين في نفس الوقت، وبانتفاء المعية يجب عطف الاسم بعد الواو على المعمول، مثل: «تَقَدَّمَ الجُندِيُّ والدَّبَّابَةُ قَبلَهُ»، فالمقصود أنَّ الدبابة تقدَّمت أولاً ثمَّ الجندي بعدها، وهذا الفارق الزمني بين الكيانين ينفي أن تكون «الدَّبَّابَةُ» مفعولاً معه، أمَّا إذا حُذفت «قَبلَ» فيمكن القول: «تَقَدَّمَ الجُندِيُّ والدَّبَّابَةَ»، بنصب «الدَّبَّابَةَ» على المفعولية. وقد تنتفي المصاحبة لفارق زمني بدون دخول ألفاظ زائدة لتدلَّ على ذلك، مثل: «شَاهَدتُ اللَّيلَ والنَّهَارَ».
ويُمنع نصب الاسم على أنَّه مفعول معه إذا لم يسبق الواو جملة تتضمَّن فعلاً أو شبهه، وفي المقابل يُعرَب كما في المواضع السابقة اسماً معطوفاً، مثل: «كُلُّ نَجَّارٍ ومِطرَقَتِهِ» أو «أَنتَ وشَأنُكَ»، فالملاحظ أنَّ «كُلُّ» و«أَنتَ» مبتدآن خبرهما محذوف وليس هناك فعل أو ما يشبهه يعمل في المفعول معه، والملاحظ كذلك أنَّ الاسم بعد الواو ضروري وجوده في المثالين السابقين لاكتمال المعنى وهذا ما يجعله عمدة بينما يُشترط في المفعول معه أن يكون فضلة. وهناك من النحاة من أجاز نصب الاسم بعد «كُلّ» على الإطلاق وخالف هذه القاعدة. والخبر في الجملتين السابقتين محذوف تقديره «مُقتَرِنَانِ»، يُقَدَّر في آخر الجملة على النحو: «كُلُّ نَجَّارٍ ومِطرَقَتِهِ مُقتَرِنَانِ»، أمَّا إذا قُدِّرَ الخبر قبل الواو فإنَّ الواو ستكون عندها للمعيَّة والاسم بعدها مفعول معه لأنَّ قبلها جملة مكتملة الأركان من المبتدأ والخبر، فيكون التقدير على النحو: «كُلُّ نَجَّارٍ مَوجُودٌ ومِطرَقَتَهُ»، وأجاز الصيرمي هذا الأمر. ومن أساليب العطف الأخرى الشائعة والمشابهة الجمل المتضمِّنة «إنَّ» العاملة أو إحدى أخواتها، فيقال على سبيل المثال: «إنَّكَ وَعَلِيَّاً مُتَخَاصِمَانِ»، فحتى وإن دَلَّت الجملة على المصاحبة بأيِّ وجه من الأوجه، لا تصحُّ المعيَّة لعدم وجود جملة مكتملة الأركان قبل الواو. وتجدر الإشارة إلى أنَّ هناك شواهد فصيحة نادرة خرقت هذه القاعدة، حيث نُصِبَ الاسم فيها على المفعولية على الرغم من أنَّ الجملة قبل الواو ليست مكتملة، مثل: «فَكُونُوا أَنتُم وَبَنِي أَبِيكُم»، حيث «بَنِي» منصوب باعتباره مفعول معه.
هناك حالات غير شائعة يُمنع فيها إعراب الاسم بعد الواو اسماً معطوفاً ويمنع كذلك إعرابه مفعولاً معه، مثل: «عَلَفتُهَا تبناً ومَاءً بَارِداً»،[ملاحظة:7] فلا يصحُّ العطف لأنَّ الماء لا يشارك التبن في فعله أي لا يشاركه في التعليف، ولا تصحُّ المعية كذلك لاستحالة المصاحبة بين الأمرين في الوقت ذاته، فَيُقَدَّر فعل محذوف يكون هو العامل في نصب الاسم بعد الواو، فيكون تقدير الجملة بعد إظهار الفعل: «عَلَفتُهَا تِبناً واسقَيتُهَا مَاءً بَارِداً»، والواو في هذه الجملة هي للعطف غير أنَّها ليست لعطف المفردات وإنَّما لعطف الجمل. ولا يصحُّ الأمران كذلك إذا كان عمل الفعل أو ما يشبهه في الاسم بعد الواو غير ممكن، مما ينفي احتمال أن يكون الاسم معطوفاً، ولم تصحُّ المعية كذلك لأسباب بلاغية معنوية، مثل الآية: «فَأجمِعُوا أَمرَكُم وَشُرَكَائَكُم»، فلا يصحُّ العطف لأنَّ العطف يأتي على نيَّة تكرار العامل، والفعل «أَجمَعَ» لا يتعدَّى مطلقاً إلى مفعول به من الأشخاص والأعيان مثل «شُرَكَاءَ»، ويُستعمل لهذا الغرض الفعل «جَمَعَ» وهناك فرق بين الاثنين. ويعرب الاسم المنصوب بعد الواو مفعول به لفعل محذوف يناسب السياق لأنَّ المعيَّة لا تجوز في المعنى.[ملاحظة:8] عارض بعض النحاة الرأي القائل بوجود فعل محذوف يعمل في الأسماء بعد الواو في المثالين السابقين وما شابههما، ويذهب هؤلاء إلى تضمين الفعل معنى فعل آخر حتى يجوز العطف، فقاموا بتأويل «عَلَفتُ» في المثال الأول وتحوير معناه حتى صار المعنى مقارباً للفعل «أَنلتُ» الذي يصحُّ إسناده إلى الاسم بعد الواو، ومن هؤلاء الجرمي والمازني والمبرد وأبو عبيدة الأصمعي واليزيدي، بينما استبعد هذا التفسير النحاة القائلون بفعل محذوف من مبدأ أنَّه إذا جاز عطف الماء على التبن لكان من الصحيح والسليم لغوياً القول: «عَلَفتُهَا مَاءً وتبناً»، بتقديم المعطوف على المعطوف عليه، ويستدلُّون من انعدام الصحة في هذا القول انتفاء العطف في المثال الأول. وفي المقابل يرى نحاة آخرون أنَّ المعيَّة جائزة، ولأنَّ العطف ممنوع فهي إذن واجبة، لأنَّ تقدير معنى الجملة يصير على النحو: «فأجمعوا أمركم بصحبة شركائكم»،
ينتقد يوسف الصيداوي تناول كتب النحو حالات عطف الاسم بالواو في باب المفعول معه والتعمُّق في هذه الحالات، ويرى أنَّ المنهجية العلمية تقضي بإدراج هذا المبحث ضمن باب العطف لا المفعول معه.

## موقعه في الجملة
يأتي المفعول معه متأخِّراً عن الفعل وعن معمول الفعل الذي يصاحبه، والمعمول الذي يقترن معه المفعول معه ويتأخر عنه هو إمَّا فاعل أو مفعول به، ويتأخَّرُ كذلك عن واو المعية التي تسبقه مباشرةً، ولا يصحُّ للمفعول معه أن يتقدَّم على أيٍّ من هؤلاء، فلا يقال: «وَالطَّرِيقَ مَشَى جَعفَرُ» أو «مَشَى وَالطَّرِيقَ جَعفَرُ»، ولا توجد صيغة سليمة أخرى غير أن نضع الجملة على النحو: «مَشَى جَعفَرُ وَالطَّرِيقَ». ولا يصحُّ كذلك أن يفصل بين واو المعية والمفعول معه أي فاصل كان، حتى وإن كان الفاصل شبه جملة، فلا يقال: «مَشَى جَعفَرُ وَبِجَانِبِهِ الطَّرِيقَ» بنصب «الطَّرِيقَ» على المفعولية، غير أنَّ الزجاج قَدَّر فعل مضمر بينهما يعمل في المفعول معه. ويأتي المفعول معه في الجمل الاستفهامية بعد أداة الاستفهام التي لها الصدارة في الكلام، مع بقاء فاصل بين المفعول معه والأداة. والجمل الاستفهامية التي يدخل عليها المفعول معه تكون أداة الاستفهام فيها إمَّا «كَيف» أو «مَا»، والفاصل هو إمَّا ضمير منفصل أو جار ومجرور أو مضاف وضمير جرٍّ متَّصل، ويأتي المفعول معه بعد كُلِّ هؤلاء.
اتَّفق جمهور النحاة على انعدام الصِحَّة في تقديم المفعول معه على الفعل، وتفسيرهم في ذلك هو أنَّ المعيَّة حتى إن اختلفت عن العطف فهي تشترك معه في الكثير من الأصول، والاسم المعطوف لا يتقدَّم إلى صدر الكلام على الإطلاق. وفي المقابل فإنَّ الخلاف كان قائماً بين النحاة حول مسألة تقديم المفعول معه على المعمول وتوسّطه بين الفعل وما يصاحبه، فمنعه أغلبية النحاة في حين أجازه بعضهم، وأشهر من أجازه هو ابن جنِّي، واستند في قوله على شواهد شعرية، وقياس وضعه هو حيث استنتج من جواز تقديم الاسم المعطوف على الاسم المعطوف عليه جواز تقديم المفعول معه على المعمول الذي يصاحبه، ويُرَدُّ هذا القياس من منطلق أنَّ الاسم المعطوف يجوز تقديمه فقط عند الضرورة، ولا قياس على الضرورات الشاذة.[ملاحظة:9] وتجدر الإشارة إلى أنَّ الرضي الاستراباذي أجاز تقديم المفعول معه على عامله بشرط تأخّره عن المعمول الذي يصاحبه، مع تقدُّم الاثنين عن العامل، فيجوز القول وفقاً لما ذهب إليه: «المُحَاسِبَ والاِستِمَارةَ خَاطَبتُ» أو «إِيَّاكَ وَالطَّرِيقَ مَشَيتُ».
يحدث في بعض الأحيان أن يجتمع في الجملة أكثر من واحد من المفاعيل، وقد أجمع جمهور النحاة على ترتيب مُعيَّن ينظِّم مسألة التأخير والتقديم بين هذه المفاعيل، يبدأ الترتيب بالمفعول المطلق ثُمَّ المفعول به الذي تعدَّى إليه الفعل مُباشرة ثُمَّ المفعول به الذي تَعدَّى إليه الفعل بحرف جر ثُمَّ ظروف الزمان ثُمَّ ظروف المكان ثُمَّ المفعول لأجله وينتهي الترتيب بالمفعول معه الذي يتأخَّر عن غيره من المفاعيل. ووُضِعَ المفعول معه في آخر المفاعيل نظراً لأمرين، الأول وهو الخلاف حول ما إذا كان المفعول معه سماعي أو قياسي، والأمر الثاني هو حاجة المفعول معه الدائمة إلى حرف ملفوظ لكي يصل عمل الفعل إليه. ويُعارض عباس حسن هذا الترتيب من مبدأ تقديم الأكثر أهمية، ويذهب إلى أنَّ الأسلوب الأكثر بلاغة هو تقديم ما يدخل في عناية المتكلِّم أكثر من بين المفاعيل، فإذا قَصَدَ المتكلِّم المفعول معه أكثر من غيره من المفاعيل قدَّمه على غيره ليُبرزه ويُوصِل مقصده بصورة أوضح، وينطبق هذا على المفاعيل الأخرى حيث تُقَدَّم متى ما قصدها المتكلِّم أكثر.
أحياناً يأتي المفعول معه اعتراضاً بين رُكني الجملة الاسمية المبتدأ والخبر، ويأتي كذلك اعتراضاً بين الفعل والحال، مثل: «كَانَ الرَّجِلُ - وَالجِدَارَ - يُحَملِقُ» أو «عَادَ زَيدٌ - وَطَرْقَ البَابِ - مُبتَسِماً». وتجدر الإشارة إلى أنَّ المفعول معه - كتركيب لغوي في الجملة الفعلية - لا يحلُّ محلَّ الفاعل المحذوف، أي أنَّه لا يصير نائب فاعل ويتحوَّل إعرابه إلى الرفع إطلاقاً، فإذا قيل: «جِيءَ وَالقَمَرَ» فإنَّ نائب الفاعل هنا هو ضمير مستتر، بينما يظلُّ المفعول معه بعد الواو منصوباً على المفعولية ولا يتغيَّر موقعه الإعرابي في شيء. والسبب في ذلك يعود إلى أنَّ المفعول معه هو اسم فضلة بينما نائب الفاعل اسم عمدة ضروري في الكلام، لذا لم يكن نائب الفاعل دوراً مناسباً للمفعول معه، وهذا إلى جانب واو المعيَّة التي تلازم المفعول معه إضافة إلى الاختلاف في المعنى الذي يظلُّ عائقاً أمام تحوُّل المفعول معه إلى نائب فاعل.

### هوامش
1. 1 2 3 4 5  عبد الله النقراط، ص. 90
2. ↑  النحو الأساسي، ص. 456
3. ↑  الدروس النحوية، ص. 50
4. ↑  الدروس النحوية، ص. 135
5. ↑  القواعد الأساسية في النحو والصرف، ص. 96
6. 1 2 3 4  سعيد الأفغاني، ص. 245
7. 1 2  جرجي عطية، ص. 283
8. 1 2 3 4  محمد النادري، ص. 669
9. 1 2  عبد السلام هارون، ص. 80
10. ↑  عباس حسن، ج. 2، ص. 305 (هامش:4)
11. ↑  عباس حسن، ج. 2، ص. 304
12. ↑  عوض القريزي، ص. 184
13. ↑  سعيد الزبيدي، ص. 111، ص. 113
14. ↑  عبد الجبار زيدان، ص. 159
15. ↑  علي مطر، ص. 294-300
16. 1 2  حسين سرحان (قاموس الأدوات النحوية)، ص. 164
17. 1 2 3  عباس حسن، ج. 2، ص. 306
18. 1 2  ممدوح الرمالي، ص. 136
19. ↑  فؤاد نعمة، ص. 72
20. 1 2 3 4 5 6  محمد أبو العباس، ص. 93
21. 1 2 3 4 5  محمد النادري، ص. 670
22. 1 2  صلاح السيد، ص. 183
23. ↑  رضي الدين الاستراباذي، ص. 618
24. ↑  فاضل السامرائي، ج. 2، ص. 205-206
25. 1 2  عباس حسن، ج. 2، ص. 304-305
26. 1 2  زمن الجمالي، ص. 76-77
27. ↑  فاضل السامرائي، ج. 2، ص. 206
28. ↑  ممدوح الرمالي، ص. 146-147
29. ↑  عبد الغني الدقر، ص. 455
30. 1 2 3 4 5  زمن الجمالي، ص. 75
31. ↑  رضي الدين الاستراباذي، ص. 619
32. 1 2  ممدوح الرمالي، ص. 143
33. ↑  ممدوح الرمالي، ص. 138
34. 1 2  عباس حسن، ج. 2، ص. 308
35. ↑  حمدي الجبالي، ص. 168
36. ↑  عبد الجبار زيدان، ص. 170
37. ↑  حمدي الجبالي، ص. 168-169
38. ↑  كاملة الكواري، ص. 351 (هامش:1)
39. ↑  حمدي الجبالي، ص. 169
40. ↑  حمدي الجبالي، ص. 169-170
41. ↑  عبد الله الخثران، ص. 101-102
42. 1 2  صلاح السيد، ص. 187
43. ↑  حمدي الجبالي، ص. 170
44. ↑  محمد الحربي، ص. 95-96
45. ↑  كاملة الكواري، ص. 351
46. ↑  عبد الجبار زيدان، ص. 171
47. 1 2  ممدوح الرمالي، ص. 144
48. ↑  صالح السيد، ص. 187
49. ↑  ممدوح الرمالي، ص. 143-144
50. ↑  صلاح السيد، ص. 184
51. ↑  محمد الحربي، ص. 97
52. 1 2 3  أحمد الهاشمي، ص. 213
53. ↑  محمد النادري، ص. 670 (هامش:1)
54. ↑  يوسف الصيداوي، ص. 969-972
55. 1 2 3  فاضل السامرائي، ج. 2، ص. 204
56. ↑  عباس حسن، ج. 2، ص. 308 (هامش:5)
57. ↑  يوسف الصيداوي، ص. 970
58. ↑  عباس حسن، ج. 2، ص. 309
59. ↑  محمد عيد، ص. 449-450
60. ↑  ممدوح الرمالي، ص. 134
61. ↑  كاملة الكواري، ص. 346
62. ↑  عباس حسن، ج. 2، ص. 205 (هامش:2)
63. ↑  يوسف الصيداوي، ص. 335 (هامش:1)
64. 1 2  ممدوح الرمالي، ص. 135
65. 1 2 3  أحمد الهاشمي، ص. 212
66. ↑  محمد عيد، ص. 449
67. ↑  ممدوح الرمالي، ص. 135-136
68. 1 2 3  سليمان الفياض، ص. 126
69. 1 2 3 4  جرجي عطية، ص. 284
70. ↑  كريم الخالدي، ص. 223-228
71. ↑  ابن عصفور الإشبيلي، ج. 2، ص. 33، ص. 35
72. ↑  عبد الجبار زيدان، ص. 178-201
73. ↑  عبد الجبار زيدان، ص. 201-227
74. 1 2 3  عباس حسن، ج. 2، ص. 310
75. 1 2 3  ممدوح الرمالي، ص. 145
76. 1 2 3 4 5  فاضل السامرائي، ج. 2، ص. 207
77. 1 2  محمد عيد، ص. 451
78. 1 2  الدروس النحوية، ص. 246
79. 1 2 3  قواعد اللغة العربية، ص. 96
80. ↑  محمد عيد، ص. 451-452
81. 1 2  ممدوح الرمالي، ص. 142
82. ↑  عبد الجبار زيدان، ص. 166-169
83. ↑  عبد السلام هارون، ص. 80-81
84. ↑  أحمد الهاشمي، ص. 212-213 (هامش:3)
85. ↑  يوسف الصيداوي، ص. 975
86. ↑  كاملة الكواري، ص. 348
87. 1 2 3  محمد النادري، ص. 671
88. 1 2  عباس حسن، ج. 2، ص. 310-311
89. ↑  ممدوح الرمالي، ص. 141
90. ↑  عبد الجبار زيدان، ص. 161
91. ↑  عبد الغني الدقر، ص. 456
92. ↑  فاضل السامرائي، ج. 2، ص. 209
93. 1 2 3  عباس حسن، ج. 2، ص. 314
94. ↑  إبراهيم مصطفى، ص. 158-163
95. ↑  ممدوح الرمالي، ص. 140-141
96. ↑  محمد عيد، ص. 452
97. ↑  فاضل السامرائي، ج. 2، ص. 208-209
98. ↑  عبد السلام هارون، ص. 81-82
99. ↑  يوسف الصيداوي، ص. 335-336، ص. 971
100. 1 2  كاملة الكواري، ص. 349
101. ↑  عباس حسن، ج. 2، ص. 305 (هامش:3)
102. ↑  محمد النادري، ص. 571
103. ↑  يوسف الصيداوي، ص. 335
104. ↑  يوسف الصيداوي، ص. 336
105. 1 2  يوسف الصيداوي، ص. 337
106. ↑  محمد عيد، ص. 450
107. ↑  محمد أبو العباس، ص. 93-94
108. ↑  فاضل السامرائي، ج. 2، ص. 210
109. ↑  يوسف الصيداوي، ص. 337-338
110. ↑  ممدوح عبد الرحمن، ص. 142
111. ↑  يوسف الصيداوي، ص. 973-975
112. ↑  جرجي عطية، ص. 285
113. ↑  يوسف الصيداوي، ص. 335-336
114. 1 2  زمن الجمالي، ص. 76
115. ↑  صلاح السيد، ص. 193
116. ↑  عبد العظيم خليل، ص. 217-128
117. ↑  أنطوان الدحداح، ص. 27
118. ↑  مجدي وهبه-كامل مهندس، ص. 377
119. ↑  صلاح السيد، ص. 185
120. 1 2  كاملة الكواري، ص. 350
121. ↑  محمد النادري، ص. 671-672
122. ↑  صلاح السيد، ص. 190
123. ↑  عبد السلام هارون، ص. 81
124. ↑  عبد الغني الدقر، ص. 445
125. ↑  يوسف الصيداوي، ص. 338
126. ↑  فاضل السامرائي، ج. 2، ص. 207-208
127. ↑  صلاح السيد، ص. 192
128. ↑  عبد الغني الدقر، ص. 457
129. ↑  عباس حسن، ج. 2، ص.
130. ↑  أمين السيد، ج. 1، ص. 313